# Campeonato Europeo Femenino Sub-17 de la UEFA 2021
El Campeonato Europeo Femenino Sub-17 de la UEFA 2021 (también conocido como Eurocopa Femenina Sub-17 2021) era la decimocuarta edición del Campeonato Femenino Sub-17 de la UEFA, el campeonato internacional anual de fútbol juvenil organizado por la UEFA para la selección nacional femenina sub-17. Las Islas Feroe albergaban el torneo entre el 2 y el 14 de mayo de 2021. Un total de ocho equipos jugarían en el torneo, y las jugadoras nacidas a partir del 1 de enero de 2004 podrán participar.
Alemania es el campeón defensor, habiendo ganado el último torneo celebrado en 2019, con la edición de 2020 cancelada debido a la pandemia de COVID-19 en Europa.
El 18 de diciembre del 2020 el Comité Ejecutivo de la UEFA ha tomado la decisión de cancelar el Campeonato de Europa Femenino Sub-17 de la UEFA 2020/21 debido a la pandemia de COVID-19 en Europa.

## Selección de anfitrión
El cronograma de la selección del anfitrión fue el siguiente:
- 11 de enero de 2019: inicio del procedimiento de licitación
- 28 de febrero de 2019: fecha límite para manifestar interés
- 27 de marzo de 2019: Anuncio de la UEFA de que se recibió una declaración de interés de 17 federaciones miembro para albergar uno de los torneos finales juveniles de selecciones nacionales de la UEFA (Campeonato Europeo Sub-19, Campeonato Europeo Femenino Sub-19, Campeonato Europeo Sub-17, Campeonato Europeo Femenino Sub-17) en 2021 y 2022 (aunque no se especificó qué federación estaba interesada en qué torneo)
- 28 de junio de 2019: Presentación de expedientes de licitación
- 24 de septiembre de 2019: Selección de las federaciones anfitrionas exitosas por parte del Comité Ejecutivo de la UEFA en su reunión en Ljubljana

Para los torneos finales del Campeonato Europeo Femenino Sub-17 de la UEFA de 2021 y 2022, las Islas Feroe y Bosnia y Herzegovina fueron seleccionadas como anfitrionas respectivamente.

## Calificación
Un total de 49 naciones de la UEFA participan en la competición, y con las Islas Feroe clasificando automáticamente como anfitrionas, el formato original vería a los otros 48 equipos compitiendo en la fase de clasificación, que constaría de dos rondas: Ronda de Clasificación que se llevaría a cabo en otoño de 2020, y la Ronda Élite que se llevaría a cabo en la primavera de 2021, para determinar los siete lugares restantes en el torneo final. Sin embargo, debido a la pandemia de COVID-19 en Europa, la UEFA anunció el 13 de agosto de 2020 que, tras consultar con las 55 federaciones miembro, la ronda de clasificación se retrasaría hasta febrero de 2021 y la ronda élite sería abolida y reemplazada por play-offs disputado en marzo de 2021 por los 12 ganadores de grupo de la ronda de clasificación y los dos mejores subcampeones para determinar los equipos que se clasificarán para el torneo final.

### Formato
La competencia de clasificación consistiría originalmente en las siguientes dos rondas:
- Ronda de clasificación: Los 48 equipos se dividen en 12 grupos de cuatro equipos. Cada grupo se juega en formato de todos contra todos en uno de los equipos seleccionados como anfitriones después del sorteo. Los 12 ganadores de grupo, los 12 subcampeones y los cuatro equipos en tercer lugar con el mejor récord contra los equipos en primer y segundo lugar de su grupo avanzan a la ronda élite.
- Ronda élite: los 28 equipos se dividen en siete grupos de cuatro equipos. Cada grupo se juega en formato de todos contra todos en uno de los equipos seleccionados como anfitriones después del sorteo. Los siete ganadores de grupo se clasifican para el torneo final.

Después del cambio de formato, la competición clasificatoria consta de las siguientes dos rondas:
- Ronda de clasificación: el sorteo sigue igual que antes. Los 12 ganadores de grupo y los dos subcampeones con mejor récord contra los equipos en primer y tercer lugar de su grupo avanzan a los play-offs.
- Play-offs: Los 14 equipos están divididos en siete eliminatorias. Los siete ganadores se clasifican para el torneo final.

### Ronda de clasificación

#### Grupo 1
País anfitrión: Turquía
| Equipo    | Pts | PJ | PG | PE | PP | GF | GC | Dif |
| --------- | --- | -- | -- | -- | -- | -- | -- | --- |
| Finlandia | 0   | 0  | 0  | 0  | 0  | 0  | 0  | 0   |
| Hungría   | 0   | 0  | 0  | 0  | 0  | 0  | 0  | 0   |
| Turquía   | 0   | 0  | 0  | 0  | 0  | 0  | 0  | 0   |
| Israel    | 0   | 0  | 0  | 0  | 0  | 0  | 0  | 0   |

| febrero de 2021 | Finlandia | vs.     | Israel |  |  |
|                 |           | Reporte |        |  |  |

| febrero de 2021 | Turquía | vs.     | Hungría |  |  |
|                 |         | Reporte |         |  |  |

| febrero de 2021 | Finlandia | vs.     | Turquía |  |  |
|                 |           | Reporte |         |  |  |

| febrero de 2021 | Hungría | vs.     | Israel |  |  |
|                 |         | Reporte |        |  |  |

| febrero de 2021 | Hungría | vs.     | Finlandia |  |  |
|                 |         | Reporte |           |  |  |

| febrero de 2021 | Israel | vs.     | Turquía |  |  |
|                 |        | Reporte |         |  |  |

#### Grupo 2
País anfitrión: Malta
| Equipo     | Pts | PJ | PG | PE | PP | GF | GC | Dif |
| ---------- | --- | -- | -- | -- | -- | -- | -- | --- |
| Alemania   | 0   | 0  | 0  | 0  | 0  | 0  | 0  | 0   |
| Bélgica    | 0   | 0  | 0  | 0  | 0  | 0  | 0  | 0   |
| Azerbaiyán | 0   | 0  | 0  | 0  | 0  | 0  | 0  | 0   |
| Malta      | 0   | 0  | 0  | 0  | 0  | 0  | 0  | 0   |

| febrero de 2021 | Alemania | vs.     | Malta |  |  |
|                 |          | Reporte |       |  |  |

| febrero de 2021 | Azerbaiyán | vs.     | Bélgica |  |  |
|                 |            | Reporte |         |  |  |

| febrero de 2021 | Alemania | vs.     | Azerbaiyán |  |  |
|                 |          | Reporte |            |  |  |

| febrero de 2021 | Bélgica | vs.     | Malta |  |  |
|                 |         | Reporte |       |  |  |

| febrero de 2021 | Bélgica | vs.     | Alemania |  |  |
|                 |         | Reporte |          |  |  |

| febrero de 2021 | Malta | vs.     | Azerbaiyán |  |  |
|                 |       | Reporte |            |  |  |

#### Grupo 3
País anfitrión: Portugal
| Equipo              | Pts | PJ | PG | PE | PP | GF | GC | Dif |
| ------------------- | --- | -- | -- | -- | -- | -- | -- | --- |
| Irlanda             | 0   | 0  | 0  | 0  | 0  | 0  | 0  | 0   |
| Portugal            | 0   | 0  | 0  | 0  | 0  | 0  | 0  | 0   |
| Gales               | 0   | 0  | 0  | 0  | 0  | 0  | 0  | 0   |
| Macedonia del Norte | 0   | 0  | 0  | 0  | 0  | 0  | 0  | 0   |

| febrero de 2021 | Irlanda | vs.     | Macedonia del Norte |  |  |
|                 |         | Reporte |                     |  |  |

| febrero de 2021 | Gales | vs.     | Portugal |  |  |
|                 |       | Reporte |          |  |  |

| febrero de 2021 | Irlanda | vs.     | Gales |  |  |
|                 |         | Reporte |       |  |  |

| febrero de 2021 | Portugal | vs.     | Macedonia del Norte |  |  |
|                 |          | Reporte |                     |  |  |

| febrero de 2021 | Portugal | vs.     | Irlanda |  |  |
|                 |          | Reporte |         |  |  |

| febrero de 2021 | Macedonia del Norte | vs.     | Gales |  |  |
|                 |                     | Reporte |       |  |  |

#### Grupo 4
País anfitrión: Suiza
| Equipo     | Pts | PJ | PG | PE | PP | GF | GC | Dif |
| ---------- | --- | -- | -- | -- | -- | -- | -- | --- |
| Dinamarca  | 0   | 0  | 0  | 0  | 0  | 0  | 0  | 0   |
| Suiza      | 0   | 0  | 0  | 0  | 0  | 0  | 0  | 0   |
| Eslovaquia | 0   | 0  | 0  | 0  | 0  | 0  | 0  | 0   |
| Kazajistán | 0   | 0  | 0  | 0  | 0  | 0  | 0  | 0   |

| febrero de 2021 | Dinamarca | vs.     | Kazajistán |  |  |
|                 |           | Reporte |            |  |  |

| febrero de 2021 | Eslovaquia | vs.     | Suiza |  |  |
|                 |            | Reporte |       |  |  |

| febrero de 2021 | Dinamarca | vs.     | Eslovaquia |  |  |
|                 |           | Reporte |            |  |  |

| febrero de 2021 | Suiza | vs.     | Kazajistán |  |  |
|                 |       | Reporte |            |  |  |

| febrero de 2021 | Suiza | vs.     | Dinamarca |  |  |
|                 |       | Reporte |           |  |  |

| febrero de 2021 | Kazajistán | vs.     | Eslovaquia |  |  |
|                 |            | Reporte |            |  |  |

#### Grupo 5
País anfitrión: Bulgaria
| Equipo   | Pts | PJ | PG | PE | PP | GF | GC | Dif |
| -------- | --- | -- | -- | -- | -- | -- | -- | --- |
| España   | 0   | 0  | 0  | 0  | 0  | 0  | 0  | 0   |
| Rusia    | 0   | 0  | 0  | 0  | 0  | 0  | 0  | 0   |
| Bulgaria | 0   | 0  | 0  | 0  | 0  | 0  | 0  | 0   |
| Armenia  | 0   | 0  | 0  | 0  | 0  | 0  | 0  | 0   |

| febrero de 2021 | España | vs.     | Armenia |  |  |
|                 |        | Reporte |         |  |  |

| febrero de 2021 | Bulgaria | vs.     | Rusia |  |  |
|                 |          | Reporte |       |  |  |

| febrero de 2021 | España | vs.     | Bulgaria |  |  |
|                 |        | Reporte |          |  |  |

| febrero de 2021 | Rusia | vs.     | Armenia |  |  |
|                 |       | Reporte |         |  |  |

| febrero de 2021 | Rusia | vs.     | España |  |  |
|                 |       | Reporte |        |  |  |

| febrero de 2021 | Armenia | vs.     | Bulgaria |  |  |
|                 |         | Reporte |          |  |  |

#### Grupo 6
País anfitrión: Irlanda del Norte
| Equipo            | Pts | PJ | PG | PE | PP | GF | GC | Dif |
| ----------------- | --- | -- | -- | -- | -- | -- | -- | --- |
| Inglaterra        | 0   | 0  | 0  | 0  | 0  | 0  | 0  | 0   |
| Eslovenia         | 0   | 0  | 0  | 0  | 0  | 0  | 0  | 0   |
| Irlanda del Norte | 0   | 0  | 0  | 0  | 0  | 0  | 0  | 0   |
| Moldavia          | 0   | 0  | 0  | 0  | 0  | 0  | 0  | 0   |

| febrero de 2021 | Inglaterra | vs.     | Moldavia |  |  |
|                 |            | Reporte |          |  |  |

| febrero de 2021 | Irlanda del Norte | vs.     | Eslovenia |  |  |
|                 |                   | Reporte |           |  |  |

| febrero de 2021 | Inglaterra | vs.     | Irlanda del Norte |  |  |
|                 |            | Reporte |                   |  |  |

| febrero de 2021 | Eslovenia | vs.     | Moldavia |  |  |
|                 |           | Reporte |          |  |  |

| febrero de 2021 | Eslovenia | vs.     | Inglaterra |  |  |
|                 |           | Reporte |            |  |  |

| febrero de 2021 | Moldavia | vs.     | Irlanda del Norte |  |  |
|                 |          | Reporte |                   |  |  |

#### Grupo 7
País anfitrión: Estonia
| Equipo   | Pts | PJ | PG | PE | PP | GF | GC | Dif |
| -------- | --- | -- | -- | -- | -- | -- | -- | --- |
| Francia  | 0   | 0  | 0  | 0  | 0  | 0  | 0  | 0   |
| Islandia | 0   | 0  | 0  | 0  | 0  | 0  | 0  | 0   |
| Ucrania  | 0   | 0  | 0  | 0  | 0  | 0  | 0  | 0   |
| Estonia  | 0   | 0  | 0  | 0  | 0  | 0  | 0  | 0   |

| febrero de 2021 | Francia | vs.     | Estonia |  |  |
|                 |         | Reporte |         |  |  |

| febrero de 2021 | Ucrania | vs.     | Islandia |  |  |
|                 |         | Reporte |          |  |  |

| febrero de 2021 | Francia | vs.     | Ucrania |  |  |
|                 |         | Reporte |         |  |  |

| febrero de 2021 | Islandia | vs.     | Estonia |  |  |
|                 |          | Reporte |         |  |  |

| febrero de 2021 | Islandia | vs.     | Francia |  |  |
|                 |          | Reporte |         |  |  |

| febrero de 2021 | Estonia | vs.     | Ucrania |  |  |
|                 |         | Reporte |         |  |  |

#### Grupo 8
País anfitrión: Croacia
| Equipo     | Pts | PJ | PG | PE | PP | GF | GC | Dif |
| ---------- | --- | -- | -- | -- | -- | -- | -- | --- |
| Polonia    | 0   | 0  | 0  | 0  | 0  | 0  | 0  | 0   |
| Serbia     | 0   | 0  | 0  | 0  | 0  | 0  | 0  | 0   |
| Croacia    | 0   | 0  | 0  | 0  | 0  | 0  | 0  | 0   |
| Montenegro | 0   | 0  | 0  | 0  | 0  | 0  | 0  | 0   |

| febrero de 2021 | Polonia | vs.     | Montenegro |  |  |
|                 |         | Reporte |            |  |  |

| febrero de 2021 | Croacia | vs.     | Serbia |  |  |
|                 |         | Reporte |        |  |  |

| febrero de 2021 | Polonia | vs.     | Croacia |  |  |
|                 |         | Reporte |         |  |  |

| febrero de 2021 | Serbia | vs.     | Montenegro |  |  |
|                 |        | Reporte |            |  |  |

| febrero de 2021 | Serbia | vs.     | Polonia |  |  |
|                 |        | Reporte |         |  |  |

| febrero de 2021 | Montenegro | vs.     | Croacia |  |  |
|                 |            | Reporte |         |  |  |

#### Grupo 9
País anfitrión: Albania
| Equipo       | Pts | PJ | PG | PE | PP | GF | GC | Dif |
| ------------ | --- | -- | -- | -- | -- | -- | -- | --- |
| Países Bajos | 0   | 0  | 0  | 0  | 0  | 0  | 0  | 0   |
| Suecia       | 0   | 0  | 0  | 0  | 0  | 0  | 0  | 0   |
| Rumania      | 0   | 0  | 0  | 0  | 0  | 0  | 0  | 0   |
| Albania      | 0   | 0  | 0  | 0  | 0  | 0  | 0  | 0   |

| febrero de 2021 | Países Bajos | vs.     | Albania |  |  |
|                 |              | Reporte |         |  |  |

| febrero de 2021 | Rumania | vs.     | Suecia |  |  |
|                 |         | Reporte |        |  |  |

| febrero de 2021 | Países Bajos | vs.     | Rumania |  |  |
|                 |              | Reporte |         |  |  |

| febrero de 2021 | Suecia | vs.     | Albania |  |  |
|                 |        | Reporte |         |  |  |

| febrero de 2021 | Suecia | vs.     | Países Bajos |  |  |
|                 |        | Reporte |              |  |  |

| febrero de 2021 | Albania | vs.     | Rumania |  |  |
|                 |         | Reporte |         |  |  |

#### Grupo 10
País anfitrión: Bielorrusia
| Equipo      | Pts | PJ | PG | PE | PP | GF | GC | Dif |
| ----------- | --- | -- | -- | -- | -- | -- | -- | --- |
| Italia      | 0   | 0  | 0  | 0  | 0  | 0  | 0  | 0   |
| Escocia     | 0   | 0  | 0  | 0  | 0  | 0  | 0  | 0   |
| Bielorrusia | 0   | 0  | 0  | 0  | 0  | 0  | 0  | 0   |
| Letonia     | 0   | 0  | 0  | 0  | 0  | 0  | 0  | 0   |

| febrero de 2021 | Italia | vs.     | Letonia |  |  |
|                 |        | Reporte |         |  |  |

| febrero de 2021 | Bielorrusia | vs.     | Escocia |  |  |
|                 |             | Reporte |         |  |  |

| febrero de 2021 | Italia | vs.     | Bielorrusia |  |  |
|                 |        | Reporte |             |  |  |

| febrero de 2021 | Escocia | vs.     | Letonia |  |  |
|                 |         | Reporte |         |  |  |

| febrero de 2021 | Escocia | vs.     | Italia |  |  |
|                 |         | Reporte |        |  |  |

| febrero de 2021 | Letonia | vs.     | Bielorrusia |  |  |
|                 |         | Reporte |             |  |  |

#### Grupo 11
País anfitrión: Bosnia y Herzegovina
| Equipo               | Pts | PJ | PG | PE | PP | GF | GC | Dif |
| -------------------- | --- | -- | -- | -- | -- | -- | -- | --- |
| Noruega              | 0   | 0  | 0  | 0  | 0  | 0  | 0  | 0   |
| República Checa      | 0   | 0  | 0  | 0  | 0  | 0  | 0  | 0   |
| Bosnia y Herzegovina | 0   | 0  | 0  | 0  | 0  | 0  | 0  | 0   |
| Georgia              | 0   | 0  | 0  | 0  | 0  | 0  | 0  | 0   |

| febrero de 2021 | Noruega | vs.     | Georgia |  |  |
|                 |         | Reporte |         |  |  |

| febrero de 2021 | Bosnia y Herzegovina | vs.     | República Checa |  |  |
|                 |                      | Reporte |                 |  |  |

| febrero de 2021 | Noruega | vs.     | Bosnia y Herzegovina |  |  |
|                 |         | Reporte |                      |  |  |

| febrero de 2021 | República Checa | vs.     | Georgia |  |  |
|                 |                 | Reporte |         |  |  |

| febrero de 2021 | República Checa | vs.     | Noruega |  |  |
|                 |                 | Reporte |         |  |  |

| febrero de 2021 | Georgia | vs.     | Bosnia y Herzegovina |  |  |
|                 |         | Reporte |                      |  |  |

#### Grupo 12
País anfitrión: Lituania
| Equipo   | Pts | PJ | PG | PE | PP | GF | GC | Dif |
| -------- | --- | -- | -- | -- | -- | -- | -- | --- |
| Austria  | 0   | 0  | 0  | 0  | 0  | 0  | 0  | 0   |
| Grecia   | 0   | 0  | 0  | 0  | 0  | 0  | 0  | 0   |
| Lituania | 0   | 0  | 0  | 0  | 0  | 0  | 0  | 0   |
| Kosovo   | 0   | 0  | 0  | 0  | 0  | 0  | 0  | 0   |

| febrero de 2021 | Austria | vs.     | Kosovo |  |  |
|                 |         | Reporte |        |  |  |

| febrero de 2021 | Lituania | vs.     | Grecia |  |  |
|                 |          | Reporte |        |  |  |

| febrero de 2021 | Austria | vs.     | Lituania |  |  |
|                 |         | Reporte |          |  |  |

| febrero de 2021 | Grecia | vs.     | Kosovo |  |  |
|                 |        | Reporte |        |  |  |

| febrero de 2021 | Grecia | vs.     | Austria |  |  |
|                 |        | Reporte |         |  |  |

| febrero de 2021 | KOS | vs.     | Lituania |  |  |
|                 |     | Reporte |          |  |  |

### Ranking de equipos en segundo lugar
Para determinar los dos mejores equipos en segundo lugar de la ronda de clasificación que avanzan a los play-offs, solo se tienen en cuenta los resultados de los equipos en segundo lugar contra los equipos en primer y tercer lugar de su grupo.
| Pos. | Grupo | Equipo | PJ | PG | PE | PP | GF | GC | DG | Pts |
| ---- | ----- | ------ | -- | -- | -- | -- | -- | -- | -- | --- |
| 1    | 1     |        | 0  | 0  | 0  | 0  | 0  | 0  | 0  | 0   |
| 2    | 2     |        | 0  | 0  | 0  | 0  | 0  | 0  | 0  | 0   |
| 3    | 3     |        | 0  | 0  | 0  | 0  | 0  | 0  | 0  | 0   |
| 4    | 4     |        | 0  | 0  | 0  | 0  | 0  | 0  | 0  | 0   |
| 5    | 5     |        | 0  | 0  | 0  | 0  | 0  | 0  | 0  | 0   |
| 6    | 6     |        | 0  | 0  | 0  | 0  | 0  | 0  | 0  | 0   |
| 7    | 7     |        | 0  | 0  | 0  | 0  | 0  | 0  | 0  | 0   |
| 8    | 8     |        | 0  | 0  | 0  | 0  | 0  | 0  | 0  | 0   |
| 9    | 9     |        | 0  | 0  | 0  | 0  | 0  | 0  | 0  | 0   |
| 10   | 10    |        | 0  | 0  | 0  | 0  | 0  | 0  | 0  | 0   |
| 11   | 11    |        | 0  | 0  | 0  | 0  | 0  | 0  | 0  | 0   |
| 12   | 12    |        | 0  | 0  | 0  | 0  | 0  | 0  | 0  | 0   |

### Play-offs
Los 14 equipos están divididos en siete series. Los siete ganadores se clasifican para el torneo final. Está previsto que los play-offs se jueguen en marzo de 2021.
Equipos calificados
- Ganador Grupo 1
- Ganador Grupo 2
- Ganador Grupo 3
- Ganador Grupo 4
- Ganador Grupo 5
- Ganador Grupo 6
- Ganador Grupo 7
- Ganador Grupo 8
- Ganador Grupo 9
- Ganador Grupo 10
- Ganador Grupo 11
- Ganador Grupo 12
- 1er mejor subcampeón
- 2.º mejor subcampeón

## Fase Final

### Grupo A
| Equipo       | Pts | PJ | PG | PE | PP | GF | GC | Dif |
| ------------ | --- | -- | -- | -- | -- | -- | -- | --- |
| Bandera de ? | 0   | 0  | 0  | 0  | 0  | 0  | 0  | 0   |
| Bandera de ? | 0   | 0  | 0  | 0  | 0  | 0  | 0  | 0   |
| Bandera de ? | 0   | 0  | 0  | 0  | 0  | 0  | 0  | 0   |
| Bandera de ? | 0   | 0  | 0  | 0  | 0  | 0  | 0  | 0   |

| mayo de 2021 |  | vs. |  |  |  |

| mayo de 2021 |  | vs. |  |  |  |

| mayo de 2021 |  | vs. |  |  |  |

| mayo de 2021 |  | vs. |  |  |  |

| mayo de 2021 |  | vs. |  |  |  |

| mayo de 2021 |  | vs. |  |  |  |

### Grupo B
| Equipo       | Pts | PJ | PG | PE | PP | GF | GC | Dif |
| ------------ | --- | -- | -- | -- | -- | -- | -- | --- |
| Bandera de ? | 0   | 0  | 0  | 0  | 0  | 0  | 0  | 0   |
| Bandera de ? | 0   | 0  | 0  | 0  | 0  | 0  | 0  | 0   |
| Bandera de ? | 0   | 0  | 0  | 0  | 0  | 0  | 0  | 0   |
| Bandera de ? | 0   | 0  | 0  | 0  | 0  | 0  | 0  | 0   |

| mayo de 2021 |  | vs. |  |  |  |

| mayo de 2021 |  | vs. |  |  |  |

| mayo de 2021 |  | vs. |  |  |  |

| mayo de 2021 |  | vs. |  |  |  |

| mayo de 2021 |  | vs. |  |  |  |

| mayo de 2021 |  | vs. |  |  |  |

### Cuadro Final
|  | Semifinales  | Semifinales |   |  | Final              | Final |  |
|  |              |             |   |  |                    |       |  |
|  | mayo de 2021 |             |   |  |                    |       |  |
|  | 1º Grupo A   | -           |   |  |                    |       |  |
|  | 2º Grupo B   | -           |   |  |                    |       |  |
|  |              |             |   |  |                    |       |  |
|  |              |             |   |  | 14 de mayo de 2021 |       |  |
|  |              |             |   |  |                    | -     |  |
|  |              |             | - |  |                    |       |  |
|  |              |             |   |  |                    |       |  |
|  |              |             |   |  |                    |       |  |
|  |              |             |   |  |                    |       |  |
|  | mayo de 2021 |             |   |  |                    |       |  |
|  | 1º Grupo B   | -           |   |  |                    |       |  |
|  | 2º Grupo A   | -           |   |  |                    |       |  |

### Semifinales
| mayo de 2021 |  | vs. |  |  |  |

| mayo de 2021 |  | vs. |  |  |  |

### Final
| mayo de 2021 |  | vs. |  |  |  |